# 浅野慶熾
浅野 慶熾（あさの よしてる）は、江戸時代後期の大名。安芸国広島藩の第10代藩主。官位は従四位上・侍従、上総介、安芸守。浅野家25代当主。

## 略歴
第9代藩主・浅野斉粛の長男として誕生。幼名は定吉、定之丞、善次郎。初名は長裕。
嘉永4年（1851年）3月25日、元服し、第12代将軍・徳川家慶より偏諱を授かり慶熾に改名する。また、従四位上・侍従・上総介に任官する。安政5年（1858年）4月12日、父の隠居により跡を継ぐ。通称を安芸守に改める。幼少期から聡明で知られており、その力量は時の名君と呼ばれた島津斉彬や山内豊信、松平慶永らからも一目置かれるほどであったが、家督を継いでから半年足らずの同年9月10日に江戸で死去した。跡は養嗣子の長訓が継いだ。
法号は大光院。墓所は広島県広島市の神田山墓地。

## 系譜
- 父：浅野斉粛（1817-1868）
- 母：不詳
- 正室：利姫 - 徳川斉彊の養女、徳川斉荘の次女
- 養子
  - 男子：浅野長訓（1812-1872） - 浅野長懋（7代藩主・浅野重晟の四男）の五男